# نيكلاس وندغرين
نيكلاس وندغرين (بالسويدية: Niclas Lundgren)‏ هو لاعب هوكي الجليد سويدي، ولد في 15 أكتوبر 1989 في فيستيروس في السويد.

## وصلات خارجية
- نيكلاس وندغرين على موقع EliteProspects.com (الإنجليزية)
- نيكلاس وندغرين على موقع Eurohockey.com (الإنجليزية)
- نيكلاس وندغرين على موقع HockeyDB.com (الإنجليزية)